# Grabiny (powiat brodnicki)
Grabiny – osada leśna w Polsce położona w województwie kujawsko-pomorskim, w powiecie brodnickim, w gminie Zbiczno.
W latach 1975–1998 miejscowość administracyjnie należała do województwa toruńskiego.